# Coleophora tricolor
The Basil-thyme case-bearer moth (Coleophora tricolor) là một loài bướm đêm thuộc họ Coleophoridae. Nó được tìm thấy ở Đảo Anh.
Sải cánh dài 14–18 mm.
Ấu trùng ăn Poaceae species, bao gồm Bromopsis erecta, Dactylis glomerata, Holcus lanatus, Koeleria macrantha, Phleum bertolonii and Poa pratensis. 